# Familles, je vous hais
Pour plus de détails, voir Fiche technique et Distribution.
Familles, je vous hais est un film français réalisé par Bruno Bontzolakis et sorti en 1997.

## Synopsis
Dans le Nord, une fille de 17 ans, passe à l'âge adulte entre ses premiers amours mais doit composer avec son père militant d'extrême-droite et sa mère infidèle.

## Fiche technique
- Titre : Familles, je vous hais
- Réalisation :  Bruno Bontzolakis
- Scénario : Bruno Bontzolakis
- Photographie : Bruno Niveau et Miguel Sanchez-Martin
- Son :  Florent Blanchard
- Montage : Joseph Guinvarch
- Musique : Nicolas Ducron
- Production : Quo Vadis Cinéma
- Pays :  France
- Durée : 78 minutes
- Date de sortie : France - 15 octobre 1997

## Distribution
- Caroline Ducey[1] : Jessica
- Yvan Kolnik	 : Tierry
- Denis Cacheux : le père
- Olivier Brabant : Régis
- Marie Boitel : la mère de Jessica
- Nadine Pouilly : la mère de Thierry
- Claude Talpaert
- Alexandre Carrière

## Sélections
- Festival de Cannes 1997 (programmation de l' ACID)[2]
- Festival de Locarno 1997 [3]